# النويدرة (محافظة الجموم)
النويدرة قرية سعودية، في محافظة الجموم بمنطقة مكة المكرمة. تقع في شمال مكة المكرمة بمسافة تقارب ( ) كم.